# Quercus baloot
Quercus baloot — вид рослин з родини Букові (Fagaceae); поширений в Афганістані, Пакистані, Індії.

## Опис
Це невелике дерево зі щільною кроною і низьким гіллястим стовбуром. Кора сіра, злегка борозниста в квадратні пластинки. Гілочки і бруньки волохаті, коли молоді. Листки 2.5–6.5 × 2–4 см, від овальних до еліптичних, рідко круглі, шкірясті, жорсткі; основа округла, іноді серцеподібна; верхівка округла або різко загострена; край цілий або з іноді 3–7 довгими гострими зубами; сіро-зелені зверху; ніжка листка товста, волосиста, 1–3 мм завдовжки. Жолудь еліптичний, голий, 1.5–2.8 см; закритий чашечкою на 1/2–3/4 довжини; чашечка з притиснутими лусочками. Це вічнозелене невелике дерево або чагарник, 2.5–8 м заввишки. Чоловічі квіти у сережці 3.3–5 см завдовжки; тичинок 5–7; пиляки волохаті, довгасті ≈ 1.2 мм завдовжки, нитки завдовжки 2 мм. Жіночі квіти на квітконосах довжиною 2–4.2 см. Жолудь жовтувато-коричневий. Період цвітіння: квітень — травень.

## Середовище проживання
Поширений у сх. Афганістані, пн. Пакистані, пн.-зх. Індії. Зростає на висотах від 1000 до 3000 м.
Зимостійке дерево, знайдене у внутрішніх сухих долинах Гімалаїв. Часто асоціюється з гімалайською сосною. Відомо, що в природі гібридизується з Quercus dilatata.

## Використання
Це економічно важливий вид. Він має міцну деревину, яку використовують для виготовлення сільськогосподарських знарядь та ручок для інструментів, обгороджування полів, як паливо, виготовлення деревного вугілля та видобутку дубильних речовин. Листя й жолуді споживають дикі тварини. Кора дає танін.